# Amtali
Amtali è un sottodistretto (upazila) del Bangladesh situato nel distretto di Barguna, divisione di Barisal. Si estende su una superficie di 720,76 km² e conta una popolazione di 244.438 abitanti (dato censimento 1991).